# Walter Pitts
Pour les articles homonymes, voir Pitts.
Walter Pitts (23 avril 1923 - 14 mai 1969) est un scientifique américain qui a étudié la psychologie cognitive dans la période où s'est initiée l'informatique : ses recherches sont contemporaines des tout premiers ordinateurs.
Ce logicien américain a travaillé dans le domaine des neurosciences computationnelles. Il a proposé des formulations théoriques marquantes de l’activité neuronale et des processus génératifs qui ont influencé divers domaines tels que les sciences cognitives et la psychologie, les neurosciences, mais aussi l’informatique, les réseaux de neurones artificiels, la cybernétique et l’intelligence artificielle (IA), ainsi que ce que l’on appelle les sciences génératives (en). Enfin la philosophie fait également partie de ses domaines de recherche.
Notable par son extraordinaire précocité intellectuelle qui va lui permettre - alors qu'il est d'un milieu social très modeste - d'intégrer les universités les plus prestigieuses et les équipes les plus avancées, il est surtout connu pour avoir écrit en 1943, dès l'âge de vingt ans, avec Warren McCulloch, un article fondateur et historique, intitulé Un calcul logique des idées immanentes dans l’activité nerveuse (A Logical Calculus of Ideas Immanent in Nervous Activity) et une note connexe :  Une conséquence statistique du calcul logique des réseaux nerveux (A Statistical Consequence of the Logical Calculus of Nervous Nets), publications où les deux chercheurs montrent comment les neurones avec leurs deux états possibles, activé ou non-activé, peuvent être la base d’une machinerie capable de réaliser un véritable calcul logique. C’est selon le même principe que sont élaborés, à peu près à la même époque, les ordinateurs. Cet article a proposé le premier modèle mathématique d’un réseau de neurones. 
L’unité de ce modèle, un simple neurone formalisé, est toujours le standard de référence dans le domaine des réseaux de neurones. On l’appelle souvent neurone McCulloch-Pitts.
Or l’histoire de l’IA est intimement liée au développement des réseaux de neurones censés reproduire aussi fidèlement que possible le fonctionnement des neurones biologiques.
Avant cet article, Walter Pitts a formalisé ses idées concernant les étapes fondamentales de la construction d’une machine de Turing dans « The Bulletin of Mathematical Biophysics » dans un essai intitulé Quelques observations sur le circuit des neurones simples.

## Biographie

### Jeunesse et formation
Walter Pitts est né à Detroit, Michigan, le 23 avril 1923, fils de Walter et Marie (née Welsia). Autodidacte, il avait appris lui-même la logique et les mathématiques dans son enfance et était devenu un lecteur compétent dans plusieurs langues, y compris le grec et le latin. Anecdote éclairante et démarrage de sa carrière, c'est à l'âge de  douze ans qu'après avoir passé trois jours dans une bibliothèque à lire les Principia Mathematica - une œuvre en trois volumes d'Alfred North Whitehead et Bertrand Russell, publiée en 1910-1913 - il envoie une lettre à Bertrand Russell (le directeur de thèse à Cambridge de Ludwig Wittgenstein et futur Prix Nobel de littérature en 1950) soulignant ce qu’il considère comme de sérieux problèmes dans la première moitié du premier volume. Russell, impressionné par ses capacités, l’invite à étudier à l’Université de Cambridge, avec une dispense en raison de son âge. Faute de moyens (il aurait fallu quitter les États-Unis pour l'Angleterre), les parents de Pitts sont contraints de décliner l’offre, mais Walter décide qu'il deviendra logicien et dès 15 ans, quitte ses parents et l'école en vue d'étudier au niveau qui est le sien.

### Carrière académique
Walter Pitts a vraisemblablement continué à correspondre avec Bertrand Russell, et, à l’âge de 15 ans, assiste à ses conférences à l’Université de Chicago où il s'arrange pour rester, sans toutefois pouvoir s’inscrire comme étudiant.
Il y rencontre, en 1938, Jerome Lettvin, étudiant en médecine, avec lequel il noue une amitié solide. C'est dans cette université de Chicago que le professeur Russell, de passage, le retrouve à l’automne 1938 et invite le logicien Rudolf Carnap à le prendre comme étudiant. Sans domicile et sans revenus fixes, Pitts, qui vit d'expédients, dépose au bureau de Carnap une version annotée du récent ouvrage de celui-ci sur la logique, The Logical Syntax of Language, mais ne peut le rencontrer, ce qui oblige Carnap à le rechercher sept mois durant. Carnap finit par le retrouver et lui procure immédiatement un emploi subalterne à l’université afin que Pitts puisse étudier avec lui.
Au cours de ses études sous la direction de Carnap, Pitts assiste régulièrement aux séminaires de biologie théorique de Nicolas Rashevsky (en), qui est le fondateur de la biophysique mathématique, réorganisation de la biologie selon la structure des sciences physiques et de la logique mathématique. Ce séminaire comprend Frank Offner, Herbert Landahl, Alston Scott Householder - avec lequel Pitts a étroitement collaboré - et le neuroanatomiste Gerhardt von Bonin de l’Université de l’Illinois à Chicago (UIC, localisée dans la même métropole, mais à ne pas confondre avec l'université de Chicago). C'est en 1940 que Von Bonin présente Lettvin à Warren McCulloch, qui, un an plus tard, devient professeur de psychiatrie à l’Université de l’Illinois et invite Pitts et Lettvin, toujours en mal de logement, à s'installer dans sa famille.
Pitts étant familier des travaux de Gottfried Leibniz, ils ont examiné la question de savoir si le système nerveux humain pouvait être considéré comme une sorte de dispositif informatique universel ainsi que l'énonce Leibniz. C'est ce qui les a conduit à leur article fondateur sur les réseaux neuronaux A Logical Calculus of Ideas Immanent in Nervous Activity.
Après cinq ans d’études en auditeur libre, l’Université de Chicago consent à décerner à Pitts l'unique diplôme qu'il ait jamais reçu :  le titre d’Associate of Arts  pour ses travaux publiés.
Dans les années 1950, Pitts travaille avec le mathématicien John von Neumann à l'Université de Princeton sur la théorie des automates, leurs travaux conduisent au développement de l'informatique théorique et de l'intelligence artificielle.
De 1946 à 1953, il participe aux conférences interdisciplinaires dites Conférences Macy sur la cybernétique, parrainées par la Josiah Macy Jr. Foundation. Ce groupe a cherché à développer un modèle opérationnel de la pensée et des idées et une « science générale du fonctionnement de l’esprit humain » afin de mieux comprendre les relations humaines et de concevoir de futures collaborations entre les humains et les machines. L'objectif était de penser les complémentarités entre humains et machines, dans la perspective de construire un monde meilleur, après les catastrophes causées par les innovations technologiques de la Seconde Guerre mondiale .
Walter Pitts, d’abord étudiant diplômé en mathématiques, est ensuite conférencier au MIT de 1946 à 1969.
De 1952 à 1969, il fait partie du laboratoire de recherche en électronique du MIT, quoi qu'il semble passer une grande partie de son temps dans les bars à lire. En 1959 et 1960, Pitts publie encore deux autres articles très influents,  Ce que l'oeil de la grenouille nous dit de son cerveau  (What the Frog’s Eye Tells the Frog’s Brain) et   Anatomie et physiologie de la vision chez la grenouille (Anatomy and Physiology of Vision in the Frog) avec Jerome Lettvin et Humberto Maturana.
Le 14 mai 1969, Walter Pitts meurt prématurément, à 46 ans, d’une hémorragie résultant de varices œsophagiennes.